# Belmira
Belmira es un municipio de Colombia, localizado en la subregión Norte del departamento de Antioquia. Limita por el norte con los municipios de San José de la Montaña y Santa Rosa de Osos, por el este con los municipios de Santa Rosa de Osos y Entrerríos, por el sur con los municipios de San Pedro de los Milagros y San Jerónimo y por el oeste con los municipios de Sopetrán, Olaya y Liborina.

## Toponimia
Su nombre actual es de origen portugués, Belmira quiere decir: "bella mira" o "Bello Paisaje".

## Historia
Sus orígenes datan del año 1659, pero se tiene como fecha de su fundación el año de 1757, fecha de la cual se conoce la llegada al lugar de familias de apellidos Posada, Gutiérrez, Londoño y Villa, en especial don Francisco de Villa. Al descubrir en el área grandes riquezas de oro, trajeron esclavos para explotar esta minería. A este primer grupo se le unirían luego más colonos hasta que la fundación se creció. Todo esto sucedió en las márgenes del río Chico. 
Su erección como municipio data de 1814. El vicario superintendente doctor Lucio de Villa dictó un decreto erigiendo la parroquia, la capilla dedicada a Nuestra Señora del Rosario, en el sitio que hoy ocupa(se dice que antes estaba en otro lugar llamado san jacinto hoy playas), anteriormente conocido como Petacas. En esta misma fecha, ya el poblado adquirió por mandato de la gobernación la categoría de distrito. 
La minería fue el factor determinante de la economía inicial, y hasta muy entrada la segunda mitad del siglo XX; hay datos relativos a que en 1755, en el Real Minas de Nuestra Señora del Rosario de Petacas (hoy Belmira), se explotaban 12 minas utilizando 225 esclavos. Hacia el año de 1890 había en explotación alrededor de 13 minas, y en épocas más recientes 15 de ellas.
Entre los años 1930 y 1965 hubo otra clase de explotación que prosperó, la del carbón y el cascareo. Cuando se agotaron las minas, la economía giró a lo que es en la actualidad: lechera y agrícola.

## Generalidades
- Fundación: 26 de febrero de 1757
- Erección en municipio: 1814
- Fundador: Francisco Villa
- Apelativo: Emporio ecológico del norte antioqueño y Paraíso Escondido de Colombia

El Páramo de Belmira, es un motivo de ensoñación para sus habitantes, una reserva ecológica llena de especies endémicas, animales y plantas que conviven a escasos minutos del casco urbano. Este municipio es un tesoro ecoturístico en el norte de Antioquia.

## Geografía
El municipio de Belmira se encuentra localizado en la zona noroccidental de Antioquia; su temperatura promedio es de 14 grados, su altura es de 2550 m s. n. m., y está ubicado en la Cordillera Central. Por su altura se considera a esta población uno de los más altos del departamento de Antioquia.
Dentro de las características especiales del municipio de Belmira sobresale la riqueza hídrica, considerado además fábrica de agua y en donde su Páramo de Belmira-Santa Inés es el epicentro principal y en el cual se ubican innumerables nacimientos de agua que desembocan al  río Chico, principal arteria fluvial del municipio, este río desemboca al río Grande en el complejo hídrico Río Grande II, en donde se produce el agua que se consume en gran parte del área Metropolitana y en especial la ciudad de Medellín.
Por tal motivo el municipio de Belmira cobra gran interés en materia ecológica y ambiental por albergar en su territorio el complejo de páramo más cercano a la ciudad de Medellín y por aportarle a sus gentes gran parte del agua que diariamente consumen, lo cual garantiza una adecuada calidad de vida para ellos.

### Ubicación
| Noroeste: Liborina                | Norte: San José de la Montaña  | Noreste: Santa Rosa de Osos           |
| Oeste: Liborina, Olaya y Sopetrán |                                | Este: Santa Rosa de Osos y Entrerríos |
| Suroeste San Jerónimo             | Sur: San Pedro de los Milagros | Sureste: Entrerríos                   |

### Clima
| Parámetros climáticos promedio de Belmira | Parámetros climáticos promedio de Belmira | Parámetros climáticos promedio de Belmira | Parámetros climáticos promedio de Belmira | Parámetros climáticos promedio de Belmira | Parámetros climáticos promedio de Belmira | Parámetros climáticos promedio de Belmira | Parámetros climáticos promedio de Belmira | Parámetros climáticos promedio de Belmira | Parámetros climáticos promedio de Belmira | Parámetros climáticos promedio de Belmira | Parámetros climáticos promedio de Belmira | Parámetros climáticos promedio de Belmira | Parámetros climáticos promedio de Belmira |
| Mes                                       | Ene.                                      | Feb.                                      | Mar.                                      | Abr.                                      | May.                                      | Jun.                                      | Jul.                                      | Ago.                                      | Sep.                                      | Oct.                                      | Nov.                                      | Dic.                                      | Anual                                     |
| ----------------------------------------- | ----------------------------------------- | ----------------------------------------- | ----------------------------------------- | ----------------------------------------- | ----------------------------------------- | ----------------------------------------- | ----------------------------------------- | ----------------------------------------- | ----------------------------------------- | ----------------------------------------- | ----------------------------------------- | ----------------------------------------- | ----------------------------------------- |
| Temp. máx. media (°C)                     | 20.7                                      | 20.8                                      | 21.3                                      | 21.1                                      | 20.7                                      | 20.6                                      | 21.1                                      | 20.9                                      | 20.3                                      | 19.7                                      | 19.7                                      | 20.4                                      | 20.6                                      |
| Temp. media (°C)                          | 15.1                                      | 15.3                                      | 15.9                                      | 16.1                                      | 15.9                                      | 15.7                                      | 15.6                                      | 15.5                                      | 15.2                                      | 15.0                                      | 14.9                                      | 14.8                                      | 15.4                                      |
| Temp. mín. media (°C)                     | 9.5                                       | 9.9                                       | 10.6                                      | 11.2                                      | 11.2                                      | 10.8                                      | 10.2                                      | 10.1                                      | 10.1                                      | 10.4                                      | 10.1                                      | 9.3                                       | 10.3                                      |
| Precipitación total (mm)                  | 73                                        | 96                                        | 126                                       | 210                                       | 252                                       | 160                                       | 152                                       | 172                                       | 201                                       | 255                                       | 196                                       | 116                                       | 2009                                      |
| Fuente: climate-data.org                  |                                           |                                           |                                           |                                           |                                           |                                           |                                           |                                           |                                           |                                           |                                           |                                           |                                           |

## División Político-Administrativa
Además de su Cabecera municipal. Belmira tiene bajo su jurisdicción los siguientes corregimientos (de acuerdo a la Gerencia departamental): Labores.

## Demografía
Población Total: 6000 hab. (2018)
- Población Urbana: 1 623
- Población Rural: 4 377

Alfabetismo: 87.8% (2005)
- Zona urbana: 90.3%
- Zona rural: 86.9%

### Etnografía
Según las cifras presentadas por el DANE del censo 2005, la composición etnográfica del municipio es: 
- Mestizos & blancos (79,2%)
- Afrocolombianos (20,8%)

## Economía
La economía de Belmira se basa en la ganadería para fines de producción lechera, el cultivo de papa, y la piscicultura (truchicultura), como principales productos; aunque, en los últimos años, el ecoturismo ha incrementado muchísimo, por presentar este aspectos que favorecen su actividad debido a la amplia riqueza ecológica y paisajística asociada esencialmente al Páramo de Belmira además del  río Chico. Tanto así, que muchas personas del exterior vienen a Colombia a visitar el Páramo de Belmira.
La principal artería fluvial es el río Chico que en la actualidad desemboca al  Embalse Riogrande II que surte agua a la ciudad de Medellín y su área Metropolitana.

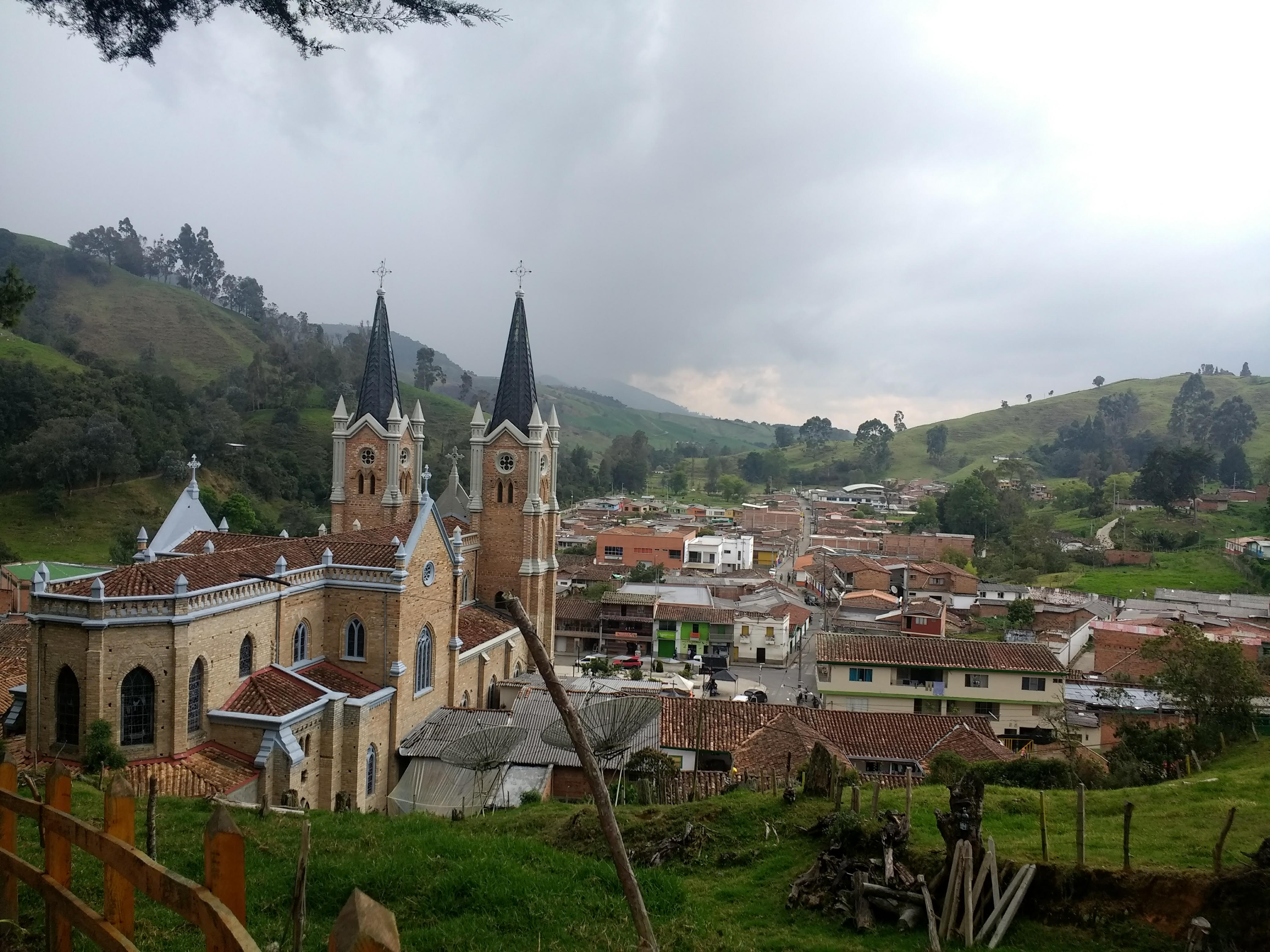
Panorámica de Belmira

Por su cercanía a la ciudad de Medellín, Belmira se proyecta como un municipio con muchas posibilidades de desarrollo; la favorecen este aspecto su clima, su paisaje y su tranquilidad.

## Fiestas
- Cada año se celebran las tradicionales fiestas de la trucha, en el primer fin de semana del mes de diciembre, sobresaliendo el concurso nacional de pesca de Trucha Arco Iris (organizado por el Cabildo Verde de Belmira), lo que hace de esta efémerides una de las más tradicionales celebraciones del departamento de Antioquia
- Fiestas de la Virgen del Carmen, en el mes de julio
- Jornadas culturales, en el mes de agosto
- Fiestas de la Virgen del Rosario, patrona del municipio, Efeméride que se celebra en el mes de octubre.

## Gastronomía
- La especialidad del distrito son las truchas
- Cocina tradicional antioqueña

## Sitios de interés
- Páramo de Belmira. Es un tesoro para los amantes de la naturaleza. Allí está situada la Ciénaga El Morro, y se pueden apreciar una vegetación y fauna exuberantes. La reserva natural es habitada por innumerables especies, algunas en vías de extinción como el Venado, los Conejos, la Guagua, y el Puma. Entre las plantas más llamativas y abundantes están los frailejones. El páramo es una zona de árboles achaparrados y el lugar es apto para realizar caminatas ecológicas.
- Cascada de La Montañita.
- Región de Sabanas
- Charcos Naturales
- El río Chico
- Truchera San José, en la vereda Santo Domingo. Tiene lagos para pesca deportiva y criadero, cabañas para hospedaje además de restaurante, bar y zona para campin. En el municipio hay varias trucheras más, dado que este pez es emblemático en el distrito
- Quebradas el Diablo, la Salazar, la Montañita, La San Pedro, La Quebradona.
- El Alto de la Virgen. Con acceso por la vía que conduce al corregimiento de Horizontes del municipio de Sopetrán. Es un mirador natural de la región del occidente medio antioqueño.
- El monumento "Consagración", del maestro belmireño Didier Calle
- Templo de Nuestra Señora del Rosario de Belmira, comenzó a construirse a finales de la década de los cuarenta y terminado en los cincuenta.
- El Cementerio, de un bello diseño y considerado uno de los más hermosos de Antioquia. Teniendo una particularidad especial, las lápidas de las tumbas son iguales y no se permiten adornos ni suntuosidades, dando a entender la igualdad entre los seres humanos.